# Internationalen och andra revolutionära arbetarsånger
Internationalen och andra revolutionära arbetarsånger är det första albumet av Knutna Nävar. Det gavs ut 1971 på KPML(r):s bolag Proletärkultur.

## Låtlista
1. "Internationalen" - 5:00
2. "Arbetarmarseljäsen" - 2:45
3. "Demonstrationssång (Roter Wedding)" - 2:18
4. "Röda fanor" - 3:18
5. "Visa att sjungas i fängelse" - 2:41
6. "Om jag någonsin ska strida" - 1:53
7. "Dialektikens lov" - 1:22
8. "Arbetare och förtryckta" - 2:16
9. "I ena handen hackan" - 1:53
10. "Rorsmannen" - 1:28
11. "Sång om Kina" - 1:28
12. "Kampsång (Warschawjanka)" - 1:26
13. "Lappen och rocken" - 2:21
14. "Lär av historien" - 4:21
15. "Proletären" - 1:25